# Francis Wynne Webb
Francis Wynne Webb, britanski general, * 1907, † 1968.